# Esporte Clube Pinheiros (piłka siatkowa kobiet)
Esporte Clube Pinheiros – żeński klub piłki siatkowej z Brazylii. Został założony w 1899 roku z siedzibą w mieście São Paulo.